# St. Georg (Hammerstein)

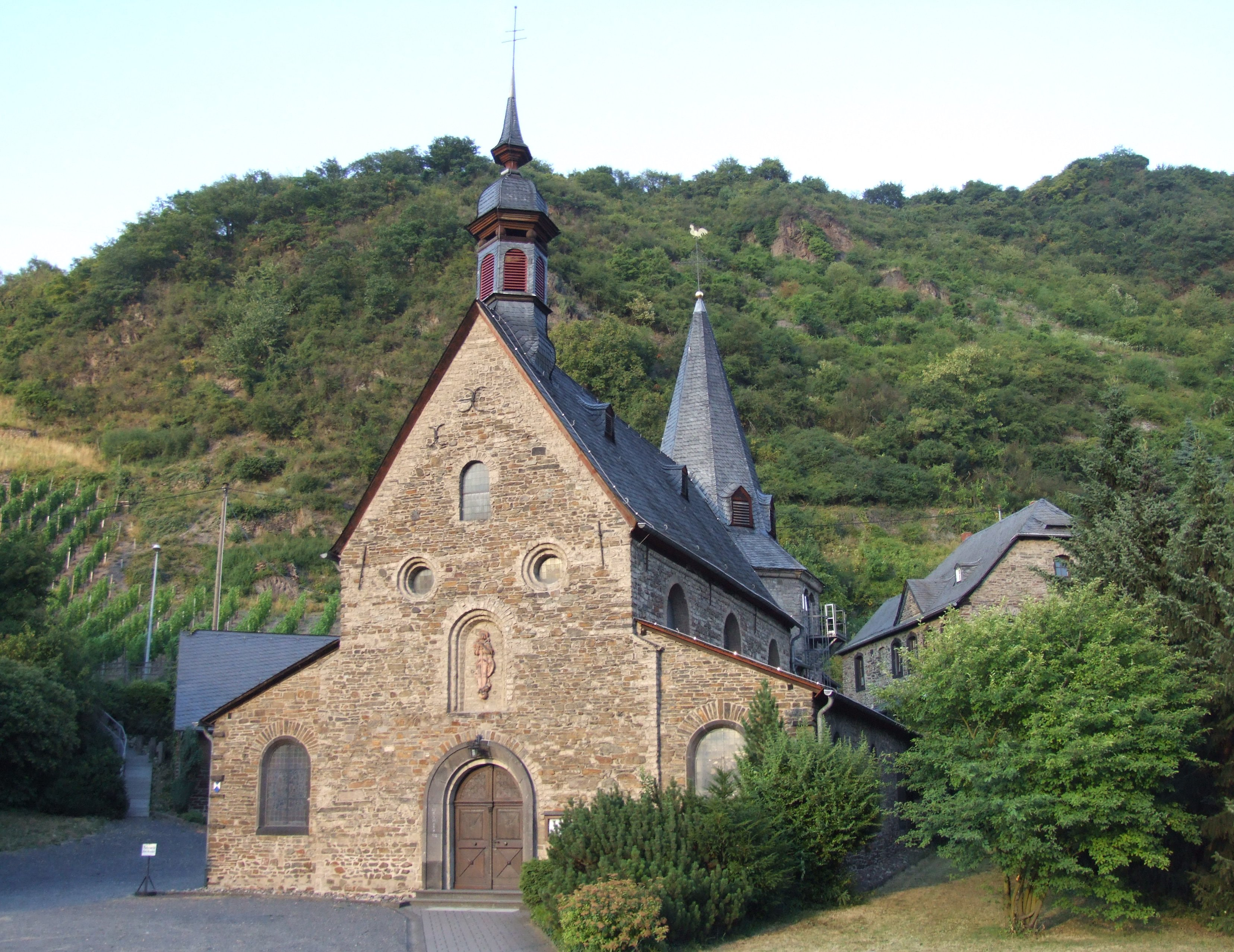
St. Georg (Zustand 2006)

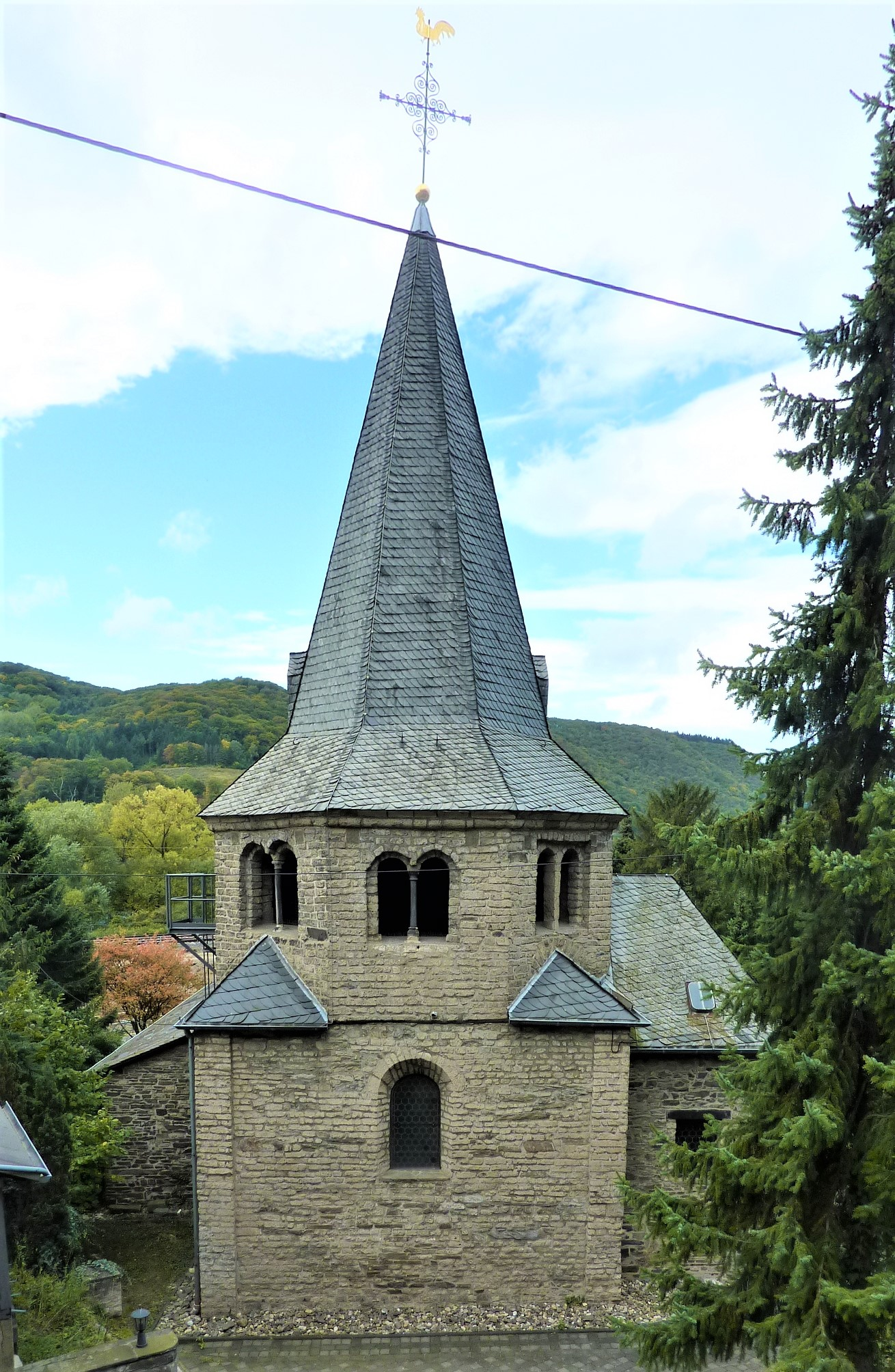
Chorturm (Zustand 2012)

Die römisch-katholische Pfarrkirche St. Georg ist ein denkmalgeschütztes Kirchengebäude in Oberhammerstein, einem Ortsteil der zum Landkreis Neuwied gehörenden Ortsgemeinde Hammerstein in Rheinland-Pfalz.

## Geschichte
Die romanische Kirche entstand gegen Ende des 12. Jahrhunderts aus einer Kapelle königlicher Gründung am Fuße der Burg Hammerstein in unmittelbarer Nähe zum Burgmannshof. 1335 ist sie als Pfarrkirche, 1359 wieder als „freie Kapelle“ urkundlich erwähnt. Im 15. Jahrhundert wurde die Kirche eingewölbt, 1686 erfolgte der Anbau der Seitenschiffe, so dass eine dreischiffige Basilika entstand. Das Mittelschiff besteht aus drei Jochen und wird von einem Chor mit quadratischem Grundriss und einem Kreuzgratgewölbe abgeschlossen. Über dem Chor befindet sich ein oktogonales Turmgeschoss, das von einem spitzen Helm gekrönt wird. In diesem hängen zwei Glocken mit einem Durchmesser von 61 und 96 cm. Diese wurden um etwa 1050 gegossen, sie gehören somit zu den ältesten Glocken am Mittelrhein. In ihrer heutigen Form stammen der Hochaltar und das Hauptportal aus dem 18. Jahrhundert.